# Vlado Matanović
Vlado Matanović (født 29. maj 1995 i Rijeka, Kroatien) er en kroatisk håndboldspiller som spiller for RK Gorenje Velenje og Kroatiens herrehåndboldlandshold.
Han deltog under EM i håndbold 2020 i Sverige/Østrig/Norge, hvor Kroatien vandt sølv.